# 科爾法克斯鎮區 (密歇根州奧希阿納縣)
科爾法克斯鎮區（英語：Colfax Township）是位於美國密歇根州奧希阿納縣的一個行政鎮區。

## 地方資料
科爾法克斯鎮區的面積為93.10平方千米，當中陸地面積為91.60平方千米，而水域面積為1.50平方千米。根據2020年美國人口普查的數據，當地共有人口446人，而人口密度為每平方千米4.79人。